# NIGHT OF FIRE (Dreamの曲)
「NIGHT OF FIRE」（ナイト・オブ・ファイアー）は、2000年9月20日に発売されたdreamの5枚目のシングル。
品番：AVCD-30174

## 概要
- 『SUPER EUROBEAT presents EURO "dream" land』からのリカットシングルで、1stアルバム『Dear…』にも収録された。
- ユーロビートの人気曲「NIGHT OF FIRE」を、麻衣が日本語詞をつけてカヴァーした。そのためか、プロモーションビデオには、メンバーがパラパラを踊っているシーンも見られる。
- TX系『スキヤキ!!ロンドンブーツ大作戦』エンディング・テーマ/森永製菓『チュッパチャプス』CMソング。

## 収録曲
1. NIGHT OF FIRE (EURO MIX)
日本語詞：松室麻衣
2. NIGHT OF FIRE (dream of "dream"MIX)
arrenged by KEISUKE KIKUCHI
3. Breakin'out (EURO MIX) 
REMIXED BY Y&Co.
4. NIGHT OF FIRE (EURO MIX) (Instrumental)
5. NIGHT OF FIRE (dream of "dream"MIX) (Instrumental)